# Sébastien Peytel
Pour les articles homonymes, voir Peytel.
Sébastien-Benoît Peytel, né le 21 janvier 1804 à Mâcon et mort le 28 octobre 1839 à Bourg-en-Bresse, est un critique littéraire français, actionnaire du journal Le Voleur. Devenu notaire dans l'Ain en 1838, il est accusé de l'assassinat de son épouse, Félicie Alcazar Peytel, et de son domestique, Louis Rey. Il est condamné à mort et guillotiné, malgré le soutien d'Honoré de Balzac, de Paul Gavarni et d'Alphonse de Lamartine. .

## Les faits
Sébastien Peytel épouse Félicie Alcazar le 7 avril 1838, alors qu'il est endetté.
Dans la soirée du 1er novembre 1838, sur la route départementale d'Ambérieu à Belley, dans l'Ain, non loin du pont d'Andert qui enjambe le Furans, Joseph Thermet, maréchal-ferrant, est réveillé en sursaut par Sébastien-Benoît Peytel, notaire à Belley. Selon ses dires, ce dernier ramène de Mâcon, dans sa voiture, sa femme Félicie, née Alcazar, mortellement blessée par Louis Rey, leur domestique, qui aurait tiré sur elle un coup de pistolet. Peytel se serait lancé à la poursuite de l'assassin et l'aurait assommé à coups de marteau, laissant le cadavre sur la route.
Il est près de minuit quand le phaéton transportant la mourante, conduit par Peytel qui était accompagné de Thermet et de son fils Charles, arrive à Belley, devant la maison où habitent M. Jordan, président du Tribunal civil, et son beau-frère le docteur Martel. Ce dernier constate alors la mort de madame Peytel.
Le substitut Guyonnet commence immédiatement l'enquête notamment en se rendant sur les lieux et découvre le corps du domestique gisant sur la route, dans la montée vers Belley à environ 800 mètres du pont. Peytel est mis sous mandat d'arrêt le 2 novembre.

## Le jugement
Des haines politiques enveniment l'instruction. Et le soutien que les Parisiens apportent à Peytel indispose les magistrats et l'opinion publique. On reproche le parisianisme de Lamartine, lorsqu'il apporte son « attestation unanime de la pureté des antécédents de Peytel ». À Balzac, on reproche sa tenue négligée qui fait mauvais effet. À Peytel, on reproche surtout ses écrits de journaliste politique lorsqu'il a fait paraître dans Le Siècle, sous le pseudonyme de « Louis Benoît, jardinier », une Physiologie de la poire illustrée par Henry Monnier, qui est une allusion insolente au roi Louis-Philippe Ier. Quant à Gavarni, il est connu pour ses sympathies anti-gouvernementales.
Le procès devant les Assises de l'Ain s'ouvre le 26 août 1839, et dure six jours. Peytel est défendu par Me Margerand, de Lyon, et Me Guillon, de Bourg. Finalement, les jurés répondent oui aux quatre questions : 1) Peytel est-il coupable d'avoir commis un meurtre sur Louis Rey, son domestique ? 2) Ce meurtre a-t-il été commis avec préméditation ? 3) Peytel est-il coupable d'avoir commis un meurtre sur Félicie Alcazar, son épouse ? 4) Ce meurtre a-t-il été commis avec préméditation ? Peytel est donc condamné à mort.

## Défense de Peytel
Honoré de Balzac et Paul Gavarni arrivent dans l'Ain le 9 septembre 1839. Au terme d'une enquête fouillée, Balzac publie trois articles dans Le Siècle de Léon Gozlan, les 27, 28 et 29 septembre. Il souligne l'inanité du mobile attribué à Peytel : tuer sa femme pour s'emparer de sa rente, et la possibilité qu'aurait eu Peytel de commettre un tel assassinat en un lieu plus secret sur la route de Mâcon à Belley.
Balzac prend à cœur la défense de Peytel non pas, comme on l'a prétendu, pour se chercher une affaire Calas, mais parce qu'il y avait eu une erreur judiciaire dans sa famille : son oncle avait été guillotiné, accusé injustement du meurtre d'une fille de ferme et aussi parce qu'il avait bien connu Peytel, qu'il estimait.
Le 10 octobre, le pourvoi en cassation est rejeté. Peytel réussit à envoyer un message à Gavarni, bien qu'il soit intercepté et lu par Louis-Philippe qui le laisse parvenir à son destinataire. Le roi des Français aurait hésité pendant 48 heures à gracier Peytel, mais il laisse la justice suivre son cours.

## Erreur judiciaire?
On n'a jamais pu faire la lumière sur ce fait divers qui a d'ailleurs très vite laissé les cercles parisiens indifférents, à l'exception de Balzac qui va même jusqu'à demander l'appui de la duchesse d'Abrantès. Victime à la fois de sa réputation et des soutiens maladroits qui lui ont été accordés, Peytel est reconnu coupable. « Je vous ferai lire un jour ce qu'il m'a écrit avant d'aller à l'échafaud […]. Il a été martyr de son honneur. » Le 28 octobre 1839, Sébastien Peytel est guillotiné sur le champ de foire de Bourg-en-Bresse.
Certains commentateurs pensent que ce fut une erreur judiciaire, comme cela avait été le cas pour l'oncle de Balzac.